# 525祈福雅安，SNH48春季新歌演唱會
525祈福雅安，SNH48春季新歌演唱會是2013年5月25日SNH48在寶鋼大舞台舉辦的演唱會，也是SNH48首場演唱會。

## 曲目
1. overture
2. 剪刀石头布 - 全員
3. 马尾与发圈 - 全員
4. 爱的回游鱼 - 全員
5. 鑽石納喊 - 全員
6. 初恋小盗 - 湯敏、許佳琪、趙嘉敏
7. 夜蝶 - 莫寒、邱欣怡
8. 化作樱花树 - 全員
9. 猛犸 - 全員
10. 最後的鐘聲響起 - 全員
11. 不想多伟大 - 全員
12. 飞翔入手 - 全員
13. 暹罗猫 - 全員
14. 激流之战 - 全員
15. 梅洛斯之路 - 全員
16. 为了你 - 全員
17. 機尾雲 - 全員

安可曲
1. 无尽旋转 - 全員